# Попов, Сергей Владимирович (генерал)
Сергей Владимирович Попов (род. 7 января 1963, Загорск, Московская область) — российский военачальник, начальник Зенитных ракетных войск ВВС (2008—2011), начальник противовоздушной обороны — заместитель главнокомандующего Военно-воздушными силами по противовоздушной обороне (июнь—ноябрь 2011), командующий войсками командования ПВО и ПРО (2011—2013), генерал-майор.

## Биография
Родился 7 января 1963 года в городе Загорск (ныне — Сергиев Посад).
На военной службе с 1980 года. В 1984 году окончил Ярославское высшее зенитное ракетное командное училище ПВО.
После окончания училища служил на командных должностях в Войсках ПВО страны: офицер наведения, заместитель командира зенитного ракетного дивизиона по вооружению. В 1998 году с отличием окончил Военную командную академию ПВО имени Г. К. Жукова в городе Тверь.
По окончании академии служил командиром зенитного ракетного полка. В 2005 году окончил Военную академию Генерального штаба Вооруженных сил РФ.
В 2005—2008 годах — командир 37-й дивизии ПВО 1-го Краснознамённого корпуса ПВО Особого назначения ордена Ленина Командования специального назначения (КСпН) ВВС России (штаб дивизии — в городе Долгопрудный Московской области). 
С июня 2008 года по июнь 2011 года — начальник Зенитных ракетных войск Военно-воздушных сил.
С июня по ноябрь 2011 года — начальник противовоздушной обороны — заместитель главнокомандующего Военно-воздушными силами по противовоздушной обороне.
С ноября 2011 по март 2013 года — командующий войсками командования противовоздушной и противоракетной обороны Войск воздушно-космической обороны (ныне —1-я армия ПВО-ПРО, штаб — город Балашиха Московской области).
С 2013 года генерал-майор С. В. Попов — в запасе.
Живёт Москве. 
Лауреат премии Правительства Российской Федерации в области науки и техники.
Генерал-майор.

## Награды
- Медаль ордена  "За заслуги перед Отечеством" 1-й степени (25.04.2022)
- Медаль ордена «За заслуги перед Отечеством» 2-й степени (29.09.2001);
- медали СССР и Российской Федерации.

Лауреат премии правительства Российской Федерации в области науки и техники (2012).